# فرانز فوغلر
فرانز فوغلر (بالألمانية: Franz Vogler)‏ هو متزحلق جبال الألب ألماني، ولد في 15 أغسطس 1944 في أوبرستدورف في ألمانيا.

## وصلات خارجية
- فرانز فوغلر على موقع الاتحاد الدولي للتزلج (التزلج على المنحدرات الثلجية) (الإنجليزية)
- فرانز فوغلر على موقع أوليمبيديا (الإنجليزية)